# Ка Кјаручо (Пезаро и Урбино)
Ка Кјаручо је насеље у Италији у округу Пезаро и Урбино, региону Марке.
Према процени из 2011. у насељу је живело 14 становника. Насеље се налази на надморској висини од 280 м.